# بيل كليمنت
بيل كليمنت (بالإنجليزية: Bill Clement)‏ (و. 1950  م) هو لاعب هوكي الجليد، كندي، مركز لعبه هو مركز.

## جوائز
حصل على جوائز منها:
- كأس ستانلي.

## روابط خارجية
- بيل كليمنت على موقع دوري الهوكي الوطني (الإنجليزية)
- بيل كليمنت على موقع قاعة مشاهير الهوكي (لاعب أن.إتش.أل) (الإنجليزية)
- بيل كليمنت على موقع EliteProspects.com (الإنجليزية)
- بيل كليمنت على موقع HockeyDB.com (الإنجليزية)
- بيل كليمنت على موقع Hockey-Reference.com (الإنجليزية)